# 櫟癭

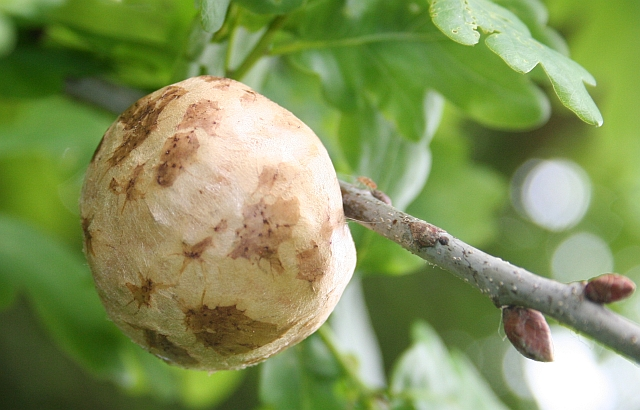
英格蘭烏斯特郡一顆橡樹上的櫟癭

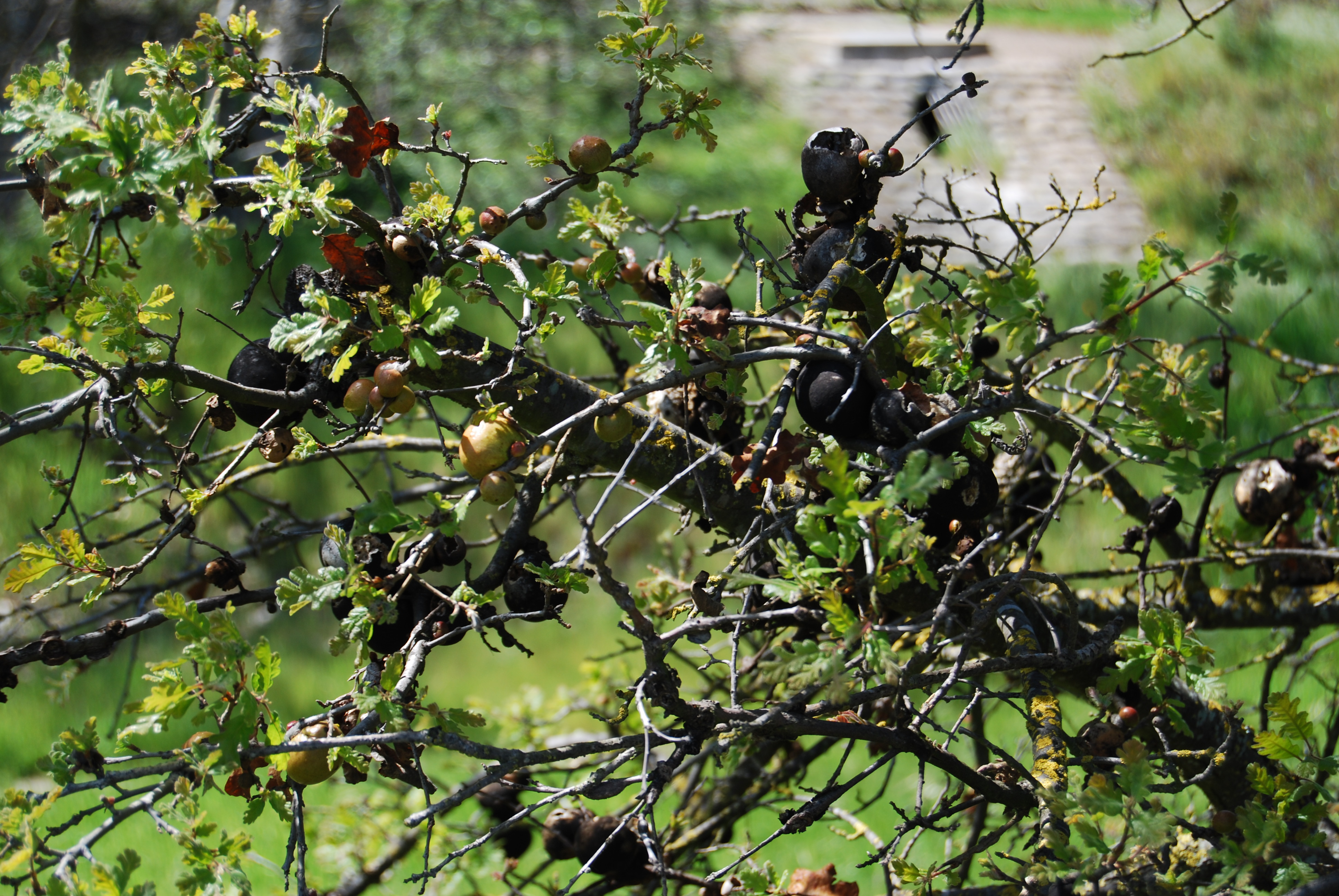
橡樹上的多個櫟癭

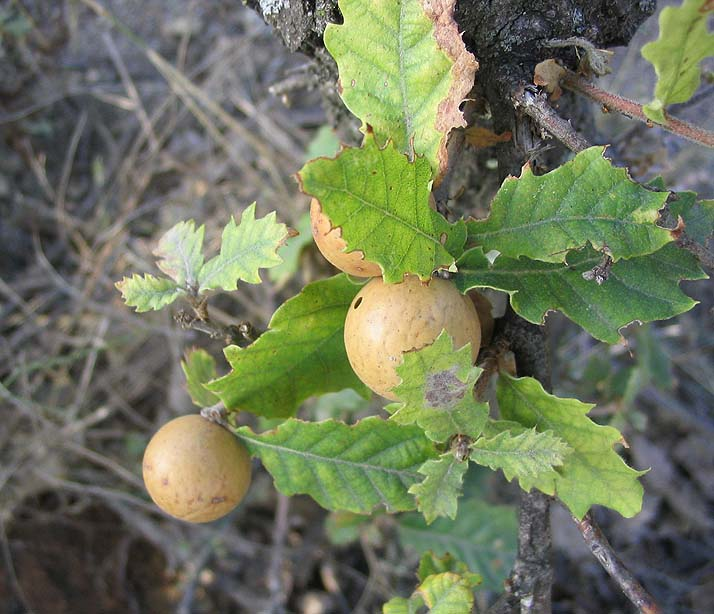
淺黃色的櫟癭

櫟癭(Oak apple or oak gall)，即櫟五倍子，是櫟屬植物上常見的一種大而圓的，蘋果狀的癭。一般長度為2—5（0.79—1.97英寸），實際上是由某些癭蜂爲了孵化幼蟲而注入樹幹中的化學物質所造成的。 幼蟲將以櫟癭的組織為食。因為與雲石癭很像而常被人混為一談。
會製造櫟癭的癭蜂包括歐洲的Biorhiza pallida、北美東部的Amphibolips confluenta 以及北美西部的Atrusca bella。 其顏色是褐、黃、綠、粉或紅不等。

## 鞣酸铁墨水
在羅馬帝國時代，櫟癭就被用來製造墨水了。從中世紀到20世紀早期，鞣酸铁墨水都是常見的書寫用品。

## 民俗
據說如果米迦勒節時在櫟癭中發現了蛆蟲，那麼這一年都會很安逸。如果在其中發現的是一隻蜘蛛，那麼這年就會有厄運。如果是一隻蒼蠅，那麼這一年便很平靜。如果裏面什麽都沒有，那麼這一年就可能不斷有疫疾。
櫟癭日是原來英格蘭的一種節日，時間為每年5月29日，目的是爲了紀念1660年查理二世的王政復辟。在英格蘭內戰中查理二世曾藏在一棵橡樹中。

## 外部連結
- Amphibolips confluenta
- Biorhiza pallida
- Gloucestershire Naturalists' Society photograph of galls with 'red apple' appearance See also:
- The Oak Apple Gall （页面存档备份，存于）